# Martin Fabuš
Martin Fabuš (ur. 11 listopada 1976 w Trenczynie) – słowacki piłkarz, występujący na pozycji napastnika.

## Kariera
W swojej karierze występował w takich klubach jak: TJ Slovan Nemšová, Slovan Bratysława (mistrzostwo Słowacji w 1995), Ozeta Dukla Trenčín (1999 – król strzelców ligi słowackiej z 19 golami), Sigma Ołomuniec, ponownie Ozeta Dukla, Karlsruher SC, Ozeta Dukla, MŠK Žilina (2003 – mistrzostwo słowacji, król strzelców z 12 golami, 2004 – mistrzostwo), Dukla Bańska Bystrzyca (2005 – Puchar Słowacji), FK AS Trenčín, FC Zlaté Moravce (2007 – Puchar Słowacji), ASK Schwadorf i Ruch Chorzów.